# Tak Wah Mak
Tak Wah Mak (Cantão, China, 4 de outubro de 1946) é um imunologista e pesquisador do câncer canadense de origem chinesa. É professor da Universidade de Toronto.

## vida
Tak Wah Mak cresceu em Hong Kong. Obteve um bacharelado em bioquímica em 1967 na Universidade de Wisconsin-Madison e um mestrado em biofísica. Em 1972 obteve um Ph.D. em bioquímica na Universidade de Alberta. Pouco tempo depois obteve a cidadania canadense. No pós-doutorado trabalhou no Ontario Cancer Institute.
No Departamento de Biofísica Médica da Universidade de Toronto foi professor assistente em 1974, professor associado em 1979 e professor em 1984. Mak foi em 1993 diretor fundador do Amgen Institute, um instituto de pesquisas do Princess Margaret Hospital em Toronto e da Universidade de Toronto, antes de assumir em 2004 o Institute for Breast Cancer Research das duas instituições.

## Condecorações e associações (seleção)
- 1986 Membro da Sociedade Real do Canadá[1]
- 1988 Prêmio Emil von Behring
- 1989 Prêmio Internacional da Fundação Gairdner[2]
- 1994 Membro da Royal Society[3]
- 1995 Prêmio Internacional Rei Faisal[4]
- 1996 Prêmio Robert L. Noble
- 1996 Prêmio Alfred P. Sloan Jr.[5]
- 2000 Oficial da Ordem do Canadá
- 2002 Membro da Academia Nacional de Ciências dos Estados Unidos
- 2004 Prêmio Paul Ehrlich e Ludwig Darmstaedter
- 2009 Canadian Medical Hall of Fame